# Sega VR-1
Sega VR-1 é uma atração de realidade virtual do parque de diversões temático indoor Joypolis (Yokohama) criada pela empresa Sega, em operação publicamente em julho de 1994, pelas equipe japonesa AM da Sega e dos desenvolvimentos colaborativos do Virtuality Group no campo de VR. Em 1996 e em 1997, respectivamente, também foi instalado no SegaWorld Londres e SegaWorld Sydney.
É uma atração que combina quatro pods de movimento, 32 óculos VR "Mega Visor Display" e, um jogo de tiro em primeira pessoa de 3 minutos, oferecendo uma experiência de realidade virtual considerada surpreendente na época, e um óculos 3D mais avançados de sua geração, não igualado em desempenho até a década de 2010.

## História

### Ancedentes

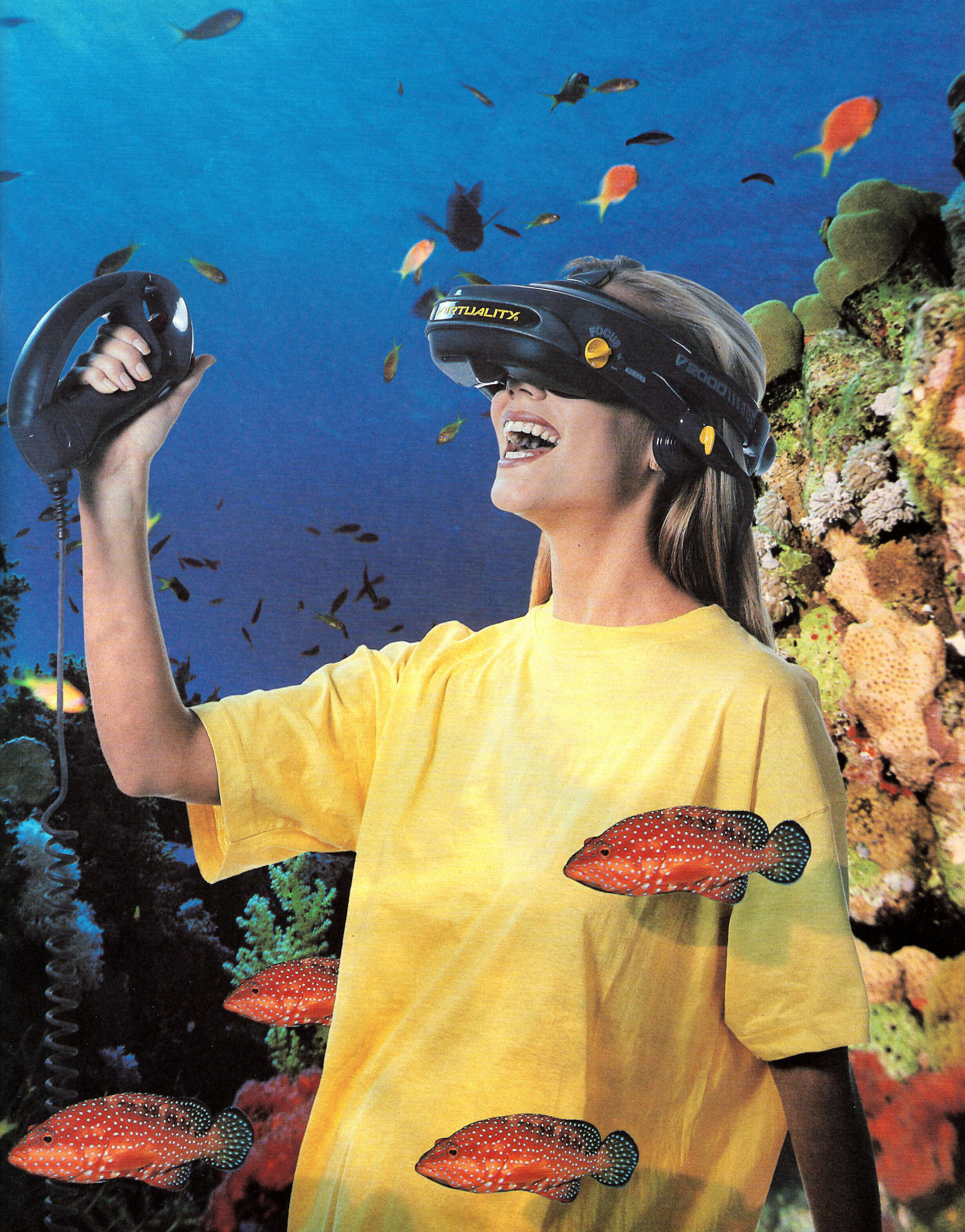
A virtualidade viu o sucesso da RV durante o início dos anos 90.

A primeira onda de realidade virtual comercial em todo o mundo ocorreu no início da década de 1990. Os produtos  desenvolvidos pelo Virtuality Group da W. Industries sob a liderança do Jonathan Waldern, estavam entre os exemplos mais conhecidos e de alto nível. Instalados em vários centros de eventos e entretenimento, os sistemas e a tecnologia eram um conceito atraente para fliperamas, bem como para o mercado de consoles domésticos, porém o hardware disponível para os consumidores naquela época ainda era muito limitado - os fones de ouvido eram frequentemente objetos grandes e pesados, produzindo baixas resoluções e gráficos de baixa taxa de quadros.
Durante o mesmo período, as empresas japonesas de videogame Sega e Namco desenvolveram uma rivalidade. Ambos eram concorrentes desde a década de 1960, no entanto, esse relacionamento cresceu com o surgimento dos jogos de experiência de movimento "taikan", como OutRun. Em 1990, um ano em que ambos fizeram avanços consideráveis, a Sega lançou o gabinete de fliperama rotacional R360, que foi superado pela atração Galaxian 3 da Namco, na época disponível apenas no The International Garden and Greenery Exposition (em setembro de 1990 em Osaka). Embora sendo um fardo custoso para a pesquisa e desenvolvimento, as atrações receberam feedback positivo dos jogadores.
Além disso, as duas empresas também competiam entre si abrindo instalações de entretenimento cada vez maiores em seus países de origem; A Namco novamente liderou o caminho, lançando o local Plabo em Osaka com uma versão reduzida do Galaxian 3 e do pod Virtuality no final de 1991, e o primeiro parque temático administrado por uma empresa de videogame, Wonder Eggs, no ano seguinte, onde a instalação original do Galaxian 3 foi realocada permanentemente. A Sega se manteve firme, abrindo um grande número de máquinas de fliperama chamados Sega World, anunciando também planos para criação de parques temáticos em todo o mundo. A Sega também mostrou mais interesse em criar seu próprio hardware VR, inicialmente com o projeto Sega VR liderado pela filial Sega of America.

### Desenvolvimento
Enquanto a Sega of America desenvolveu o projeto Sega VR, que nunca foi lançado, a Sega of Japan buscou ajuda externa para seus empreendimentos independentes de realidade virtual. Em julho de 1993, a W. Industries, proprietária do Virtuality Group, ganhou um contrato de £ 3,5 milhões de libras com a Sega para trabalhar com as divisões de pesquisa e desenvolvimento de arcade da empresa "AM". Jonathan Waldern e Hayao Nakayama fizeram o anúncio público, publicado no jornal japonês da Game Machine e marcando um momento para o desenvolvimento de VR. Nesta fase, ainda não foi especificado qual óculos VR seria utilizado como parte do acordo.
A Virtuality e a Sega trabalharam juntas na divisão AM3 no Japão, com dois programadores (Andy Reece e Stephen Northcott) e dois artistas. Enquanto realizavam o desenvolvimento do projeto arcade, as duas equipes compartilharam designs ópticos exclusivos e tecnologia patenteada, em uma tentativa de trabalhar para a criação de um óculos VR que estabeleceria uma referência na área. Numerosas novas versões foram desenvolvidas sob rígido sigilo para descobrir quais tipos funcionariam melhor em termos de qualidade gráfica e ergonômica, algumas das quais baseadas no Visette. Com os designs finalizados, o produto final batizado de "Mega Visor Display" (MVD).
A divisão de desenvolvimento de atrações dos parques temáticos da Sega, AM5, juntou-se à AM3 e à Virtuality para criar uma atração usando alta tecnologia para um dos primeiros parques da empresa no setor. Os desenvolvedores da equipe do VR-1 incluíam o planejador-chefe Masao Yoshimoto, o designer de som Kazuhiko Nagai e Shingo Yasumaru. Grandes quantidades de hardware da atração dependiam do Mega Visor Display e das bases hidráulicas com quatro eixos usadas no simulador de movimento AS-1. No entanto, supostamente apareceram dificuldades na sincronização do hardware e do software; 64 conjuntos de pranchas foram executados para acomodar os olhos de todos os 32 pilotos, gerando custos de fabricação consideravelmente altos.

### Lançamento
A primeira aparição do VR-1 foi na Joypolis em Yokohama, o primeiro parque temático indoor da Sega, em julho de 1994. inicialmente executando Space Mission experience,  estreando ao lado de duas outras novas atrações, fornecendo grande parte da base para o principal ponto de venda de entretenimento de alta tecnologia do parque. Tornou-se um dos aspectos mais bem avaliados; Muitos críticos notaram o tamanho reduzido e o peso de 640 g do Mega Visor Display em comparação com outros óculos VR  mais desconfortáveis disponíveis para uso público na época.
O VR-1 foi instalado em outros parques temáticos indoor da Sega no Japão nos meses seguintes. A primeira instalação em Yokohama recebeu uma atualização em setembro de 1995 para rodar um novo jogo eletrônico chamado de Planet Adventure, embora esta fosse o última atualização oficial, a atração foi instalada mais duas vezes durante 1996 e 1997, com a versão Space Mission instalada fora do Japão no SegaWorld Londres e SegaWorld Sidnei . Apesar de aparentemente ser propenso a quebrar com frequência nos locais, novamente recebeu feedback positivo de críticas.
A tentativa da Sega de entretenimento mundial em parques temáticos provou ser anti-econômica na década de 2000 em face da aclamação do VR-1 e do número satisfatório de visitantes de alguns de seus parques, com a maioria das filiais de Joypolis e dois parques Sega World no exterior fechados permanentemente ou reduzido em meio a uma reestruturação na empresa. Como resultado, nenhuma unidade VR-1 permanece em operação hoje, e acredita-se que nenhuma exista atualmente de qualquer forma. Pelo menos um Mega Visor Display da atração permanece na Sega, assim como um encarte promocional.

## Legado
Juntamente com os anteriores R360 e AS-1, o VR-1 pode ser visto como uma das maiores conquistas da Sega no campo do entretenimento com tecnologia emergente. Apesar de ser significativamente menos divulgado e conhecido que os exemplos anteriores, a atração deixou uma marca na história do hardware de realidade virtual, permanecendo como a tentativa mais bem-sucedida e aclamada pela crítica.
O óculos VR Mega Visor Display utilizado na atração, em particular, é citado como o aspecto mais significativo do VR-1, embora os gráficos produzidos ainda fossem um tanto rudimentares, ainda assim se destaca como um dos dispositivos VR mais avançados de sua geração. Aparentemente não sendo totalmente superável em desempenho e qualidade de design até a década de 2010.
O Mega Visor Display também foi lançado pela segunda vez como parte do sistema de arcade Sega Net Merc em 1995; a recepção do público e da crítica foi significativamente mais silenciosa, não sendo mais utilizado pela Sega desde então. Rumores indicavam que uma versão inicial do jogo de arcade Virtual On: Cyber Troopers foi planejado para usá-lo também, o design MVD está incorporado nos "Virtuaroids" originais do primeiro jogo.

## Ligaçõs externas
- Vídeo promocional (1994)
- Vídeo demonstrativo da atração, no parque Joypolis Yokohama (1995)
- Vídeo demonstrativo do Sega VR no YouTube